# Лукашов, Артемий Максимович
Арте́мий Макси́мович Лукашо́в [Лукашев] (1 [13] ноября 1870 года — 19 сентября 1942) — русский садовод, селекционер-мичуринец. Первый селекционер плодовых культур на Дальнем Востоке, создатель культурных районированных сортов груш, объединённых общим названием — «лукашовка», основатель и директор первого на Дальнем Востоке плодово-ягодного питомника в Хабаровске, кандидат сельскохозяйственных наук, член общества гибридизаторов. Жил и работал в Хабаровске.

## Биография
Артемий Максимович Лукашов родился 1 [13] ноября 1870 года в г. Мглине Черниговской губернии (ныне Брянской области) России в семье сапожника (мать Александра Васильевна — прачка, отец Максим Никитич — сапожник).
Окончил трёхклассную школу, летом работал в помещичьем саду.
В 1887 году — окончил Мглинское городское училище.
Работал учителем естественной истории в сельской и земской школах.
В 1897 году — окончил Глуховский учительский институт.
Преподавал естествознание в Суражском городском училище (ныне Суражский педагогический колледж им. А. С. Пушкина, г. Сураж).
В 1901 году с женой и сыном Борисом вместе с другими переселенцами переехал в Хабаровск.
В 1903 году занялся садоводством, выкупив земельный участок у А. Т. Гроссевич (купчая датирована 12 декабря 1903 г.) по адресу Рафаиловский переулок, 9 (позже переулок Лукашова, ныне не существует), 16 соток, построил дом.
В 1906—1916 гг. — учитель естественной истории в городской школе, член Общества содействия народному образованию, учитель Хабаровского Николаевского училища, коллежский асессор, являлся гласным (депутатом) Хабаровской городской думы.
В 1918 году — вышел на пенсию, занялся селекцией плодовых растений (сад был на Краснореченской заимке / коммуне).
В 1927 году — член Дальневосточного общества краеведения (за развитие производительных сил), член совета общества, с поручением развивать и пропагандировать садоводство.
В 1929 году — подвергся критике в Хабаровске за работу в саду, якобы имея частнособственнические интересы, уехал в с. Кундур, в пчелосовхоз (Архаринский район Амурской области).
В 1934 году — после заступничества вице-президента Академии наук СССР, председателя Дальневосточного филиала АН СССР Владимира Комарова, вернулся в Хабаровск, став основателем и первым директором первого на Дальнем Востоке плодово-ягодного питомника. В пер. Степной, 6 «в» в Хабаровске, выделили участок площадью 92 га.
В 1934 году — встречался с селекционером Иваном Мичуриным.
Умер 19 сентября 1942 года. Похоронен по завещанию на территории питомника в Хабаровске.

## Селекция и гибридизация
Занимался селекцией, имея родительский материал уссурийской лесной груши и лесной яблони. Первоначально высевал семена местных видов плодовых пород и отбирал лучшие из них сеянцы. Вывел 5 сортов слив, 7 сортов груш и 1 сорт абрикоса.

Из воспоминаний А. М. Лукашова: 
…Когда я приехал на Дальний Восток, здесь был только один сорт груши — Уссурийская…
Затем перешёл к гибридизации, стал скрещивать местные зимостойкие плодово-ягодные растения со среднерусскими сортами. Первые плоды от выведенных им морозоустойчивых сортов груши получил в 1919 году.
Впервые на Дальнем Востоке создал группу из 6 культурных сортов груш, известных под названием «лукашо[е]вки», материнским производителем послужила финляндская жёлтая груша, а отцовским — дикая уссурийская груша. Известные сорта: Поля — в честь жены; Ольга, Лида — в честь дочерей; Тёма (первоначально назв. Тэма) — в честь самого себя — автора — Артёма, Тёмы; Внучка, Пальмира — в честь внучки; и 2 крупноплодных сорта яблонь ранне-осеннего созревания (Вкусное/№ 28, Лукарт), полукультурок: Шкраб, Дед и др. В плодосовхозах и плодопитомнических садах в Приморском и Хабаровском краях «лукашовки», а среди них Тёма, занимали до 50 % и более всех плодовых культур.
Деревья «лукашовок» отличаются высокой зимостойкостью в различных экологических условиях Дальнего Востока, Сибири и Зауралья. Подмерзание наблюдалось лишь в особо суровые зимы, но деревья, как правило, восстанавливались и после двухгодичного перерыва снова вступали в плодоношение.

## Наследие
Переписывался с Иваном Владимировичем Мичуриным, тот высоко ценил работы селекционера из Хабаровска, называя его своим «дальневосточным собратом».
Мичурин писал: 

«Прежде чем разбить сады, вы должны создать свои сорта, приспособленные к вашему климату».
По совету Мичурина занялся гибридизацией груш.
В 1931 году Мичурин написал в газете «Социалистическое земледелие»: 

«… Народный учитель А. М. Лукашов, известный хабаровский плодовод, упорно работая в течение нескольких десятков лет в области гибридизации плодовых растений, широко используя мои методы, дал Дальневосточному краю, с его суровым климатом, несколько превосходных сортов плодовых растений …»
Мичурин в защиту Лукашова: 

«Работа Лукашова, как нельзя лучше отвечает современным задачам, и я присоединяю свой голос протеста, к протестующему голосу советской печати, выражаю твердую уверенность в том, что союзный Наркомзем примет все меры к тому, чтобы дело моего дальневосточного собрата получило широкое развитие, а сам он мог спокойно работать и обогащать своим опытом подрастающее поколение плодоводов. Недооценка работ А. М. Лукашова — есть преступление»
К 1940 году — в питомники вырастили всех видов саженцев фруктовых деревьев на 200 га, ягодных — 50 га.
В питомнике до 1991 года собирали до 440 тонн ягод и фруктов, ежегодно садоводам и дачникам реализовывали до 400 тыс. саженцев. Согласно обновленному паспорту описания природного объекта «Питомника им. Лукашова»: новый яблоневый сад заложен в 1983 году, сливовый квартал — в 1981 году, грушевые посадки — в 1963, 1972—1976 годах, плантации абрикосов — в 1977 году.
С 1999—2007 гг. — Хабаровский краевой плодово-ягодный питомник им А. М. Лукашова банкротился. Работал как ИП Лагоша (Питомник Лукашова). На части территории образовался коттеджный городок, которому присвоено имя Лукашова.
Продолжатель дел — Серафим Иванович Тимошин (1910—1995) писал: 

«Лукашов в условиях полной изолированности трудился как истинный ученый, охваченный только одним стремлением — обогатить обширный край своими собственными сортами, не боящихся ни суровых бесснежных зим, ни дождливой осени, ни глубокого промерзания почвы…»

## Награды
- Орден Св. Станислава II степени — золотой крест на груди, в петлице (1913).
- Плодово-ягодный питомник в Хабаровске был представлен на Всесоюзной сельскохозяйственной выставке (ВСХВ) в Москве, его основатель — Артемий Лукашов — был награждён Большой серебряной медалью ВДНХ «Передовику социалистического сельского хозяйства» (1939).

## Семья
Супруга — Пелагея (Полина) Львовна Лукашова (в девич. Ляхова) (1882—1960).
Сын старший: Борис (1901—1937), военный врач, директор военного санатория, расстрелян в 1937 году.
Средний сын Михаил (1903—1956), учитель географии, первый директор Сахалинского областного музея с 1945 года.
Владимир (1905, ум. в младенчестве).
Младший сын: Василий (1907 — 15.12.1943), летчик, командир 949 штурмового авиационного полка 211-й Невельской штурмовой авиационной дивизии 3-й воздушной армии погиб во время Великой Отечественной войны на Ил-2, погребен в д. Усвяты Псковской области. В честь него названа улица Лукашова в Калининграде.
Дочери: Лидия (1910-?), учитель литературы, Ольга (1914-?), младшая.
Внуки: Пальмира (1927 г.р.), учитель английского языка, на пенсии.
Правнуки живут в Хабаровске и в Казахстане.

## Память

Памятник на могиле Артемия Лукашова в Хабаровске, в Лукашовском саду

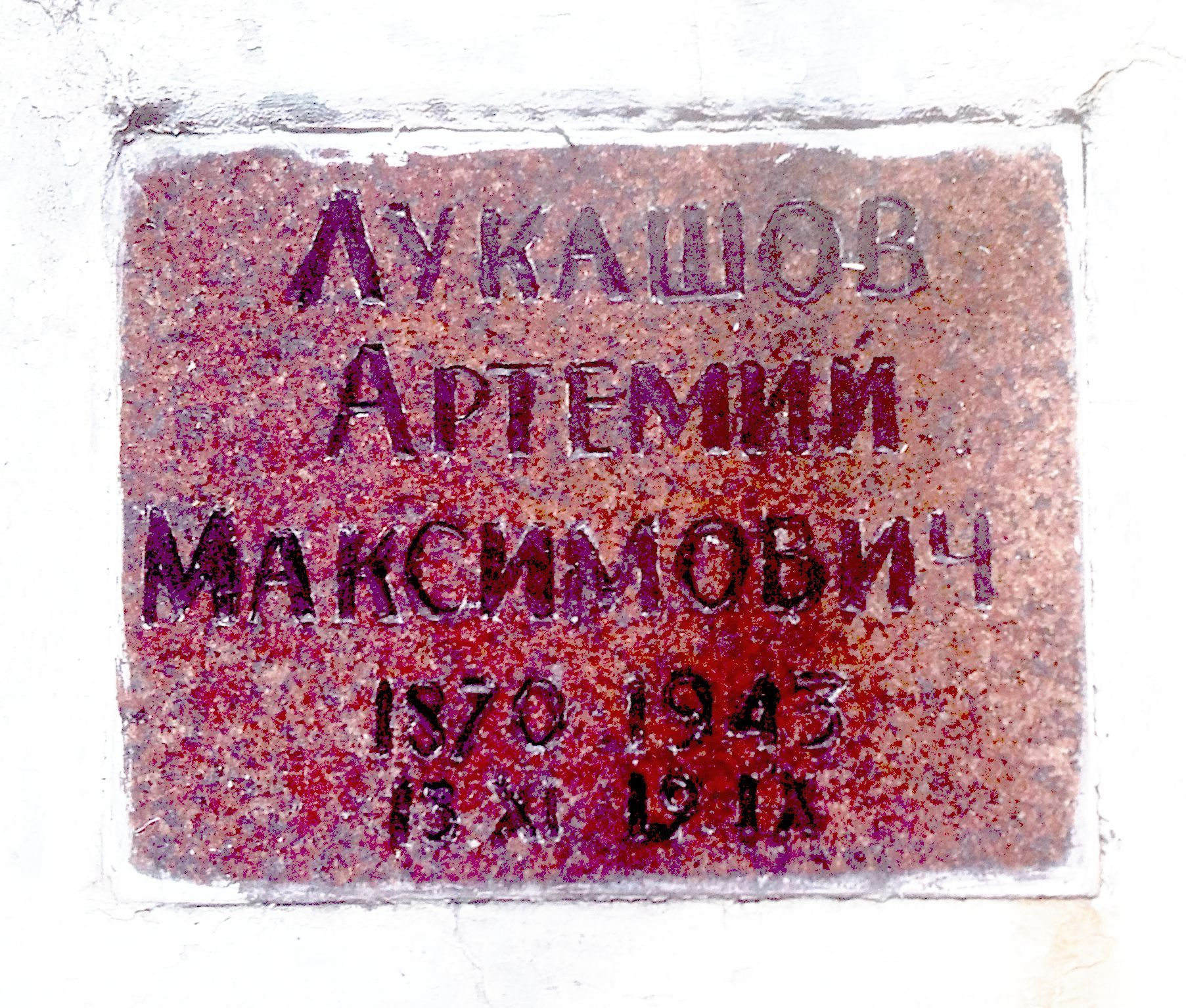
Мемориальная табличка на памятнике Лукашову А. М.

В 1953 году на могиле, в питомнике, установлен памятник с надписью «Лукашов Артемий Максимович 13.XI.1870·19.IX.1942». Автор монумента — Абрам Мильчин. Памятник требовал реставрации.
22 мая 2022 года, после реставрации (с 2019 г.), памятник (он создан вновь, прежний — авторства Абрама Мильчина — пришел в негодность и рассыпан, восстановлен с изменениями, которые приобрели черты отличные от первоначального) вновь открыт. Автор монумента — скульптор Роман Босов.
В 1958 году на территории питомника, в сквере у здания управления, установлен памятный знак — стела с барельефом А. М. Лукашова и текстом: «Дальневосточному селекционеру-садоводу Артемию Максимовичу Лукашову 1870—1942».
В 1974 году дом по пер. Лукашова, 9, в Хабаровске, где жила семья Лукашовых, снесли.
В управлении питомника по пер. Степному, 6, в Хабаровске был музей А. М. Лукашова, где хранились редкие экспонаты, закрыт в 2007 году.

## Сочинения
- Лукаше[о]в А. М. Приморская культурная груша «Лукашевка». // Уссурийское садоводство и огородничество (секция культурного садоводства, огородничества и акклиматизации растений при Владивостокском отделе Государственного географического общества [изучения Амурского края], бюро секции). Под ред.: проф. В. Ф. Овсянникова, М. А. Фирсова, Г. Г. Позднякова, С. И. Еловицкого., № 4, 1928, январь-февраль. — Владивосток. — 74 с., стр. 16-17.
- Лукаше[о]в М. Г. [А. М.] Первые шаги садоводства в Уссурийском крае (Первые опыты в Хабаровске). // Уссурийское садоводство и огородничество (секция культурного садоводства, огородничества и акклиматизации растений при Владивостокском отделе Государственного географического общества [изучения Амурского края], бюро секции). Под ред.: проф. В. Ф. Овсянникова, М. А. Фирсова, Г. Г. Позднякова, С. И. Еловицкого. Зав. ред. К. Швальбе., № 5, 1928, июнь-июль. — Владивосток. — 43 с., стр. 9-13. (продолжения нет).
- А. М. Лукаше[о]в. Плодовый сад на Дальнем Востоке. Под ред. А. Упорова. — Хабаровск: Дальгиз, 1932 (типо-лит. № 2 Дальполиграфтреста). — 54 с.
- А. М. Лукаше[о]в. Мой опыт. [Плодовый сад на Дальнем Востоке]. — Хабаровск: Дальгиз, типо-лит. им. Волина во Владивостоке,1936. — 82 с.
- А. М. Лукаше[о]в. Моя работа по садоводству. / Плодоводство Дальневосточного края: Сб. работ дальневосточных краеведов, посвященный памяти И. В. Мичурина. Под ред. акад. П. М. Жуковского; Д.-Вост. о-во краеведения. — Москва: Изд-во Всес. акад. с.-х. наук им. В. И. Ленина, 1937 (тип. 1 Онти). — 124 с.